# Kathrin Schmidt

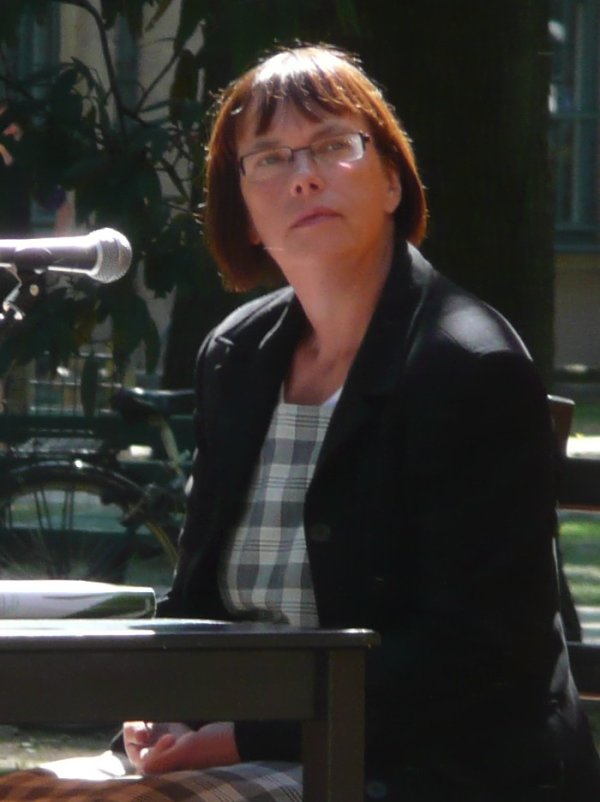
Kathrin Schmidt bei einer Lesung auf dem Erlanger Poetenfest 2009

Kathrin Schmidt (* 12. März 1958 in Gotha) ist eine deutsche Schriftstellerin.

## Leben und Werk
Kathrin Schmidt wuchs in Gotha und ab 1964 in Waltershausen auf. Nach dem Abitur studierte sie von 1976 bis 1981 Psychologie an der Universität Jena. Nach Abschluss des Studiums (Diplom) war sie von 1981 bis 1982 als wissenschaftliche Assistentin an der Universität Leipzig, anschließend als Kinderpsychologin am Kreiskrankenhaus Rüdersdorf sowie beim Kinder-und-Jugend-Gesundheitsschutz Berlin-Marzahn tätig.
1986/1987 absolvierte sie ein Sonderstudium am Literaturinstitut „Johannes R. Becher“ in Leipzig. Nach der Wende  arbeitete sie am Runden Tisch in Ost-Berlin mit. 1990/1991 war sie Redakteurin der feministischen Frauenzeitschrift Ypsilon und arbeitete bis 1993 als wissenschaftliche Mitarbeiterin am Berliner Institut für Vergleichende Sozialforschung. Seit 1994 ist sie freie Schriftstellerin. Sie ist Mitglied des PEN-Zentrums Deutschland.
Kathrin Schmidt begann bereits als Jugendliche zu schreiben und veröffentlichte zunächst Lyrik. Die Gedichte zeichnen sich durch strenge Metrik, kraftvolle, sinnliche Sprache und häufige Verwendung von Wortspielen aus.
Schmidts erster Roman Die Gunnar-Lennefsen-Expedition zeichnet deutsch-deutsche Familiengeschichte des 20. Jahrhunderts nach. Hervorgehoben wurden eine magisch-realistische Erzählweise und die dezidiert weibliche und ostdeutsche Perspektive. Die Germanistin Friederike Eigler sieht durch Schmidts anti-patriarchale Perspektive dominante Vorstellungen deutscher Nationalität unterlaufen, die auf ethnischer Homogenität basierten. Michael Opitz und Carola Opitz-Wieners meinen, eine „so kraftvolle Stimme und dabei so unverkennbar weibliche Stimme, die mit ungebändigter Sprachgewalt von phantastischen Abenteuern zu erzählen weiß, […] hat es in der deutschsprachigen Prosa wohl seit Irmtraud Morgner nicht mehr gegeben.“ Die Literaturkritik zog Vergleiche mit Günter Grass, während Schmidt eine Anlehnung an Grass entschieden zurückwies.
Schmidts Roman Koenigs Kinder (2002) geht vom Schicksal eine Mädchens aus, das misshandelt an einer Tankstelle aufgefunden wird, und entfaltet das Porträt dreier Berliner Familien. Am Tag der Drucklegung des Romans erlitt Schmidt einen Schlaganfall. 2005 veröffentlichte sie den Roman Seebachs schwarze Katzen, mit dem sie sich das literarische Schreiben wieder aneignete. Der Roman erzählt die Geschichte des ehemaligen IM Bert Willer, der als Romeo mit politischem Auftrag für die Stasi aktiv war.
Der Schlaganfall veränderte Schmidts Schreibweise. Sie selbst erläuterte 2009 in einem Interview:  „Während ich vorher die Wörter vom Baum pflücken konnte, muss ich jetzt suchen. Das ist ein anderes Schreiben, als es vorher war“. Ihre Erfahrungen mit dem Schlaganfall nahm sie zur Grundlage ihres Romans Du stirbst nicht (2009), der mit dem Deutschen Buchpreis ausgezeichnet wurde. Darin schildert die Autorin die Krankheits- und Genesungsgeschichte der Schriftstellerin Helene, die nach einem Schlaganfall mit der fehlenden Kontrolle über ihren Körper konfrontiert wird und die Sprache neu erlernen muss. Das Buch verkaufte sich 150.000 Mal. Die autobiographische Dimension des Romans hat Schmidt insofern eingeschränkt, als es „doch eine andere Geschichte [ist]. Das ist komisch verschränkt.“
Später legte Schmidt mit Finito: Schwamm drüber (2011) Kurzgeschichten und mit Blinde Bienen (2010) wieder einen Band mit Gedichten vor.
Seit 2015 ist sie Mitglieder der Akademie der Künste Berlin. Vom April bis Juni 2019 erhielt Schmidt eine dreimonatiges Lyrikstipendium mit Wohnrecht im Stuttgarter Schriftstellerhaus.
Im Herbst 2020 schloss sich Schmidt der Partei dieBasis an, die ihren thematischen Schwerpunkt auf die Kritik an den staatlichen Corona-Maßnahmen und die Impfungen gegen COVID-19 setzt.
Sie kandidierte für dieBasis bei der Bundestagswahl 2021.
Für das Jahr 2021 erhielt Schmidt das Dresdner-Stadtschreiber-Stipendium.
In ihrer Analyse des Buches  Angst, Politik, Zivilcourage. Rückschau auf die Corona-Krise, das 2023 von Thomas A. Seidel und Sebastian Kleinschmidt in der Evangelischen Verlagsanstalt herausgegeben wurde, beziehen Kristin Merle und Hans-Ulrich Probst den Beitrag Kathrin Schmidts Die Politik der Angst und die Poesie der Furchtlosigkeit in ihre Feststellung ein, es gehe um die Erlangung kultureller Hegemonie im vorpolitischen Bereich und die Provokation von Diskursverschiebungen ‚nach rechts‘. In Schmidts Text sehen sie „ein verschwörerisches Raunen“ über korrumpierte Politik sowie das Spielen mit geschichtsrevisionstischer Perspektive. Für Schmidt seien die Handlungen der Politik darauf ausgerichtet gewesen, Menschen zu entrechten und die eigentliche Wahrheit vorzuenthalten. Sie zitiere NS-Verfolgte und verwebe deren Gefühle mit den eigenen Wahrnehmungen der Freiheitseinschränkungen.
Im November 2023 veröffentlichte Schmidt in der Berliner Zeitung innerhalb der Open Source Herzliche Grüße von weit draußen, in der sie beschrieb, wie sie sich vom Literaturbetrieb ausgegrenzt fühlte, weil ihre Haltung zu politisch-gesellschaftlichen Fragen wie der COVID-19-Pandemie (aus ihrer Sicht „Gewissensfragen“) vom gesellschaftlichen Mainstream abwich, wie sie aber bei einem Vortrag in Neubrandenburg Zustimmung beim Publikum fand.
Kathrin Schmidt lebt in Berlin-Mahlsdorf.

## Werke

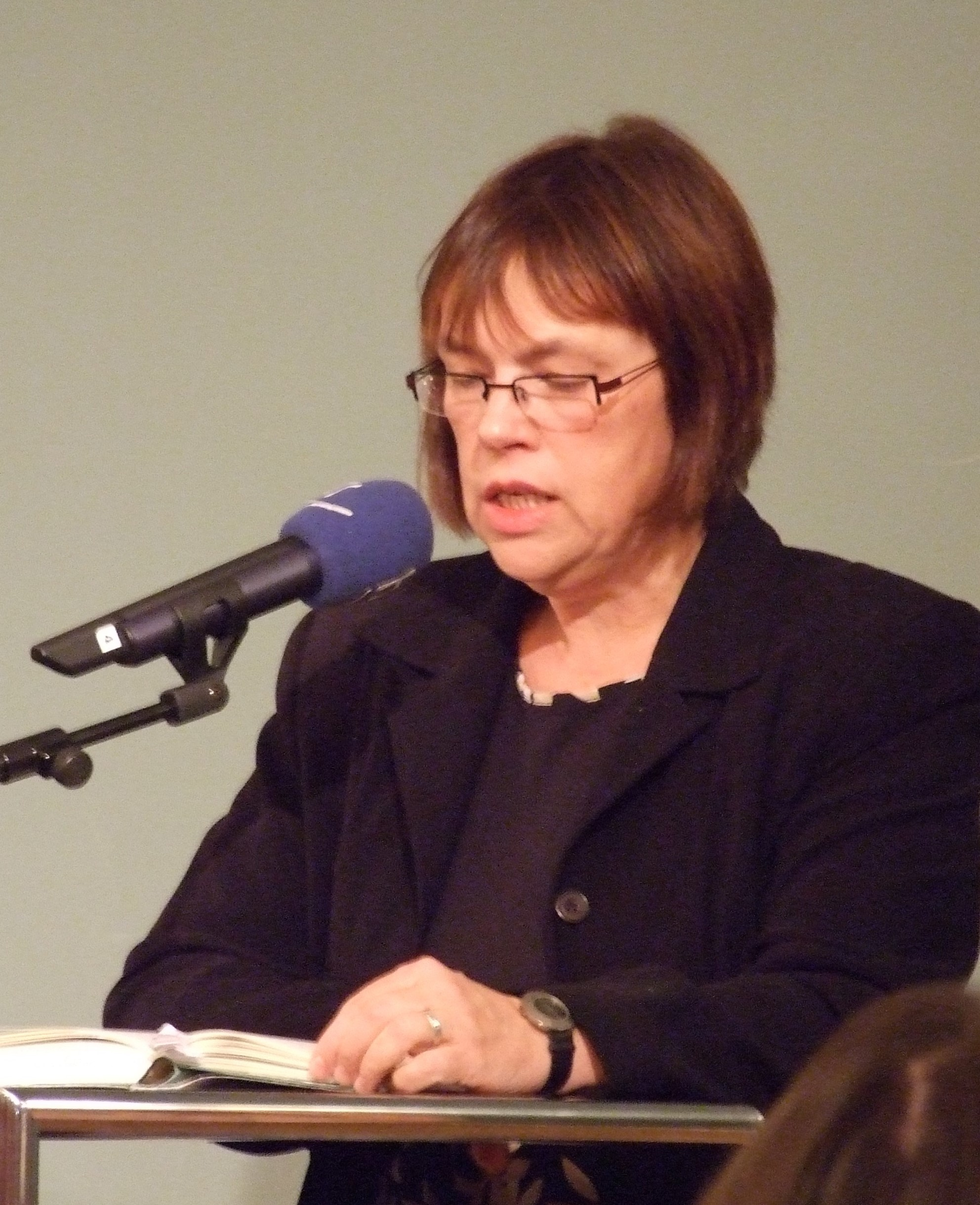
Lesung aus Du stirbst nicht, 2009

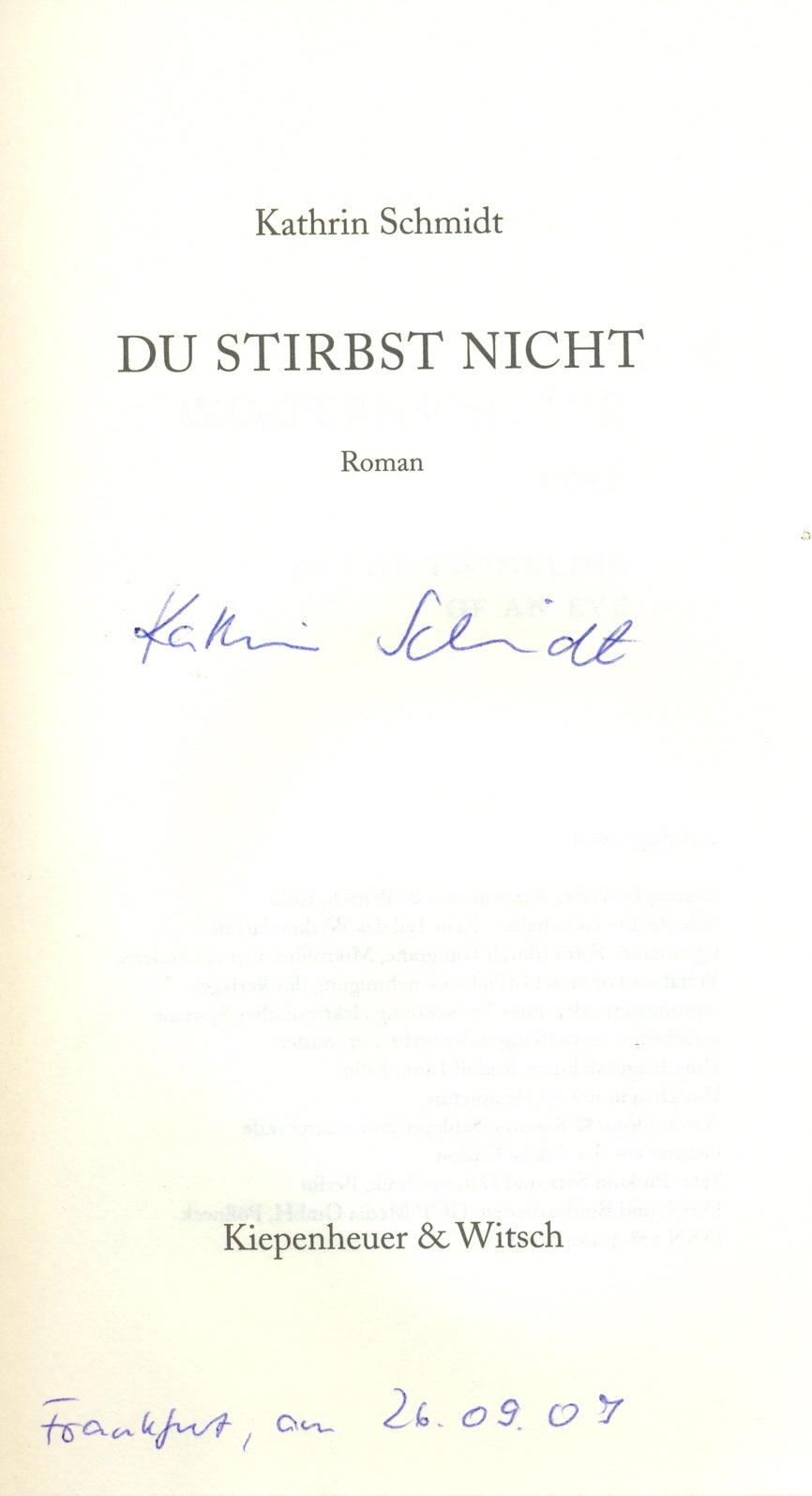
Autograph

### Gedichtbände
- Kathrin Schmidt. Poesiealbum (Lyrikreihe), 179. Ausgabe. Berlin 1982.
- Ein Engel fliegt durch die Tapetenfabrik. Neues Leben, Berlin 1987, ISBN 3-355-00382-4.
- Flußbild mit Engel. Suhrkamp, Frankfurt am Main 1995, ISBN 3-518-11931-1; Lyrikedition 2000, München 2000, ISBN 3-935284-14-4.
- Go-In der Belladonnen. Kiepenheuer & Witsch, Köln 2000, ISBN 3-462-02933-9.
- Totentänze. Mit Karl-Georg Hirsch. Leipzig 2001.
- Blinde Bienen. Kiepenheuer & Witsch, Köln 2010, ISBN 978-3-462-04193-4.
- waschplatz der kühlen dinge. Kiepenheuer & Witsch, Köln 2018, ISBN 978-3-462-31812-8.
- sommerschaums ernte. Kiepenheuer & Witsch, Köln 2020, ISBN 978-3-462-05390-6.

### Romane
- Die Gunnar-Lennefsen-Expedition. Kiepenheuer & Witsch, Köln 1998, ISBN 978-3-442-73583-9.
- Koenigs Kinder. Kiepenheuer & Witsch, Köln 2002, ISBN 3-462-03129-5.
- Seebachs schwarze Katzen. Kiepenheuer & Witsch, Köln 2005, ISBN 3-462-03612-2.
- Du stirbst nicht. Kiepenheuer & Witsch, Köln 2009, ISBN 978-3-462-04098-2.
- Kapoks Schwestern. Kiepenheuer & Witsch, Köln 2016, ISBN 978-3-462-04924-4.

### Erzählungen
- Sticky ends. Science-fiction-Novelle. Eichborn, Frankfurt am Main 2000, ISBN 3-8218-0682-6.
- Drei Karpfen blau. Kurzprosa. Berliner Handpresse, Berlin 2000.
- Finito. Schwamm drüber. Erzählungen. Kiepenheuer & Witsch, Köln 2011, ISBN 978-3-462-04317-4.
- Tiefer Schafsee und andere Erzählungen. Mit drei Farbradierungen von Madeleine Heublein. Leipziger Bibliophilen-Abend 2016.

### Herausgabe
- Poetenseminar 1989. 1990.
- Jahrbuch der Lyrik 2011. Mit Christoph Buchwald. Deutsche Verlags-Anstalt, München 2011.

## Auszeichnungen
- 1988: Anna-Seghers-Preis
- 1993: Leonce-und-Lena-Preis
- 1994: Lyrikpreis Meran
- 1994: Arbeitsstipendium des Deutschen Literaturfonds
- 1997: Stadtschreiberin von Berlin-Hellersdorf
- 1998: Preis des Landes Kärnten beim Ingeborg-Bachmann-Wettbewerb in Klagenfurt
- 1998: Arbeitsstipendium des Deutschen Literaturfonds
- 1998: Förderpreis zum Heimito von Doderer-Literaturpreis
- 1998: GEDOK Literaturförderpreis
- 2000: Arbeitsstipendium des Deutschen Literaturfonds
- 2001: Deutscher Kritikerpreis
- 2003: Droste-Preis der Stadt Meersburg
- 2005: Kunstpreis Literatur der Land Brandenburg Lotto GmbH[14]
- 2009: Preis der SWR-Bestenliste
- 2009: Deutscher Buchpreis für Du stirbst nicht
- 2010: Deutsche Akademie Rom Villa Massimo
- 2011: Novi Sad International Literature Award for Poetry
- 2011: Literaturpreis der Stahlstiftung Eisenhüttenstadt
- 2012: Arbeitsstipendium des Deutschen Literaturfonds
- 2012: Aufenthaltsstipendium der Sinecure Landsdorf (angetreten 2014)
- 2013: Thüringer Literaturpreis
- 2016: Christine Lavant Preis
- 2018: Ver.di-Literaturpreis Berlin-Brandenburg für Lyrik für waschplatz der kühlen dinge
- 2021: Stadtschreiberin von Dresden[15]